# Ikizukuri
Ikizukuri (生き作り – zaživa připravený) je japonský pokrm podobný sašimi, připravený z živého zvířete.
Příprava většinou začíná tak, že si zákazník z nádrže v restauraci vybere zvíře, které si přeje připravit (většinou garnáti, chobotnice, humři, některé druhy ryb). Speciálně vyškolený kuchař poté zvíře vyloví z nádrže, vyvrhne ho a naporcuje, ovšem bez toho, aby zvíře zabil. Poté ho podá hostovi, přičemž srdce živočicha přitom stále tluče.
Rybí ikizukuri je většinou tvořeno tenkými plátky širokými a dlouhými asi jako prst, které jsou někdy ozdobeny plátky citronu, zázvorem či řasami. Chobotnice jsou namotány na jídelní hůlky a pojídány vcelku.
Ikizukuri je velmi kontroverzní způsob přípravy jídla jak v Japonsku, tak i v jiných zemích. Mnoho lidí pokládá tento pokrm za nehumánní týrání zvířat.